# Partido de Nueva Paz

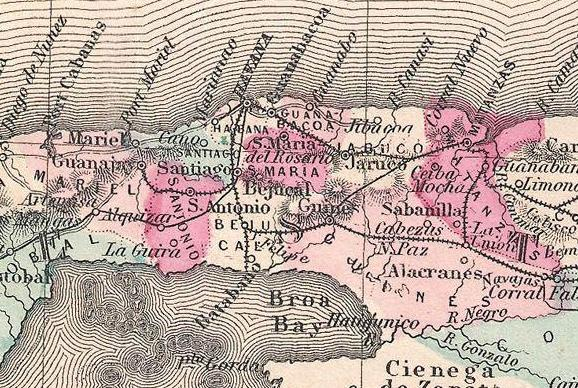
Mapa de las Jurisdicciones en el territorio de La Habana en 1862. Se muestra la Jurisdicción de Güines.

El Partido de Nueva Paz fue una división administrativa histórica  de la Jurisdicción de Güines en el Departamento Occidental de la isla de Cuba. Se trata de un partido de segunda situado en el interior de la isla en la costa de mar Caribe, Golfo de Batabanó,  al sureste de la  ciudad de La Habana.
Nueva Paz es uno de los once municipios de la Provincia Mayabeque

## Geografía
Cuenta este partido con una extensión superficial de 2 225 caballerías de tierra cuadrada.
Limita por el norte con la Jurisdicción de Matanzas y el partido de Madruga; por el oeste con el partido de San Nicolás; por el sur con el mar de la costa; y por el este con el partido de Alacranes.

## Administración y gobierno
A la cabeza de la administración y gobierno de esta Jurisdicción, se hallaba un teniente coronel, que es a su vez comandante militar y gobernador civil,  que reside en la ciudad de San Francisco Javier y San Julián de los Güines, con los demás funcionarios y subalternos necesarios. 
La  alcaldía o capitanía de partido también se encuentra en el poblado de Madruga.

## Poblamiento
Sus poblaciones son la ciudad de Nueva Paz o de Los Palos que le sirve de cabecera, y le da su nombre y los pequeños caseríos de Jagua y el de Las Vegas, que es casi insignificante,
Comprende la parroquia de Los Palos.
En todo este partido  habitaban 7 956 personas, de entre las cuales  3 782 eran blancos, 185 libres de color y 3 234 esclavos.